# Hate tell a lie
〈Hate tell a lie〉는 일본의 가수 카하라 토모미의 여섯 번째 싱글 앨범으로, 1997년 4월 23일 발매되었다. (8cm CD: PIDX-1012) 곡의 작사, 작곡, 편곡 모두 코무로 테츠야가 담당했다. 이 곡은 〈I BELIEVE〉, 〈I'm proud〉 이후 카하라의 세 번째이자 마지막 밀리언 셀러이며, 동시에 〈I'm proud〉에 이어 카하라의 싱글 중에서 두 번째로 많은 판매고를 올린 작품이다. 이 곡은 일본의 화장품 기업 가네보의 TV 광고 삽입곡으로 사용되었다.
카하라는 이 곡으로 제48회 NHK 홍백가합전에 2년 연속으로 출장했다.

## 수록곡
- 믹싱: 케이스 "KC" 코헨 (Keith "KC" Cohen)

| #            | 제목                                        | 작사          | 작곡          | 편곡          | 재생 시간 |
| ------------ | ------------------------------------------- | ------------- | ------------- | ------------- | --------- |
| 1.           | 〈〈Hate tell a lie〉〉 (Original Mix)      | 코무로 테츠야 | 코무로 테츠야 | 코무로 테츠야 | 4:52      |
| 2.           | 〈〈Hate tell a lie〉〉 (Late Nite Dub Mix) |               |               |               | 6:14      |
| 3.           | 〈〈Hate tell a lie〉〉 (Original Karaoke)  |               |               |               | 4:49      |
| 총 재생 시간 | 총 재생 시간                                | 총 재생 시간  | 총 재생 시간  | 총 재생 시간  | 15:55     |